# Diplogaster longicauda
Diplogaster longicauda is een rondwormensoort uit de familie van de Diplogasteridae. De wetenschappelijke naam van de soort is voor het eerst geldig gepubliceerd in 1863 door Claus.